# Сепульведа, Хуан Хинес де
Хуан Хинес де Сепульведа (исп. Juan Ginés de Sepúlveda) (1490[…], Пособланко, Андалусия — 17 ноября 1573, Пособланко, Андалусия) — испанский гуманист, историограф императора Карла V.

## Мировоззрение
Сепульведа полагал, что разум и добродетели являются врожденными качествами. Испанская нация по природе своей отличается от других народов религиозностью, человеколюбием и достоинством. Природная храбрость и ум позволили испанцам одержать верх над индейцами. Покоренные по человеколюбию не истребляются, но приобщаются к великой нации, перенимая христианство. В определенной степени Сепульведа считал рабство частью божественного порядка. 

## Научное наследие

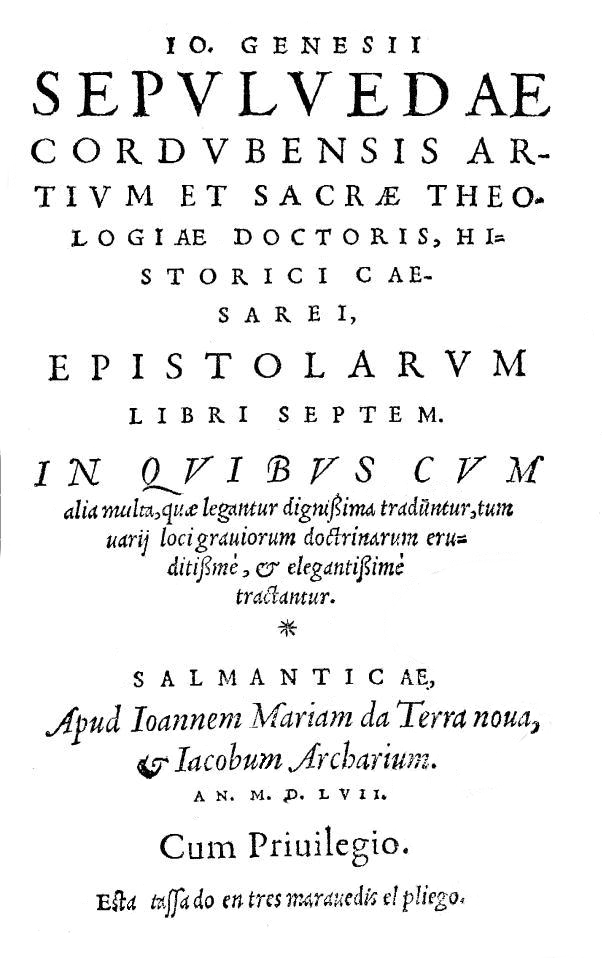

Кроме хроники царствования Карла V («De rebus gestis Caroli V libri»), написал ряд других сочинений: о взаимных отношениях между испанцами и индейцами, о правах испанских королей на земли в Новом Свете, о необходимости обратить покорённых индейцев в состояние полного рабства и др.
В сочинениях «De honestate rei militaris» (Рим, 1535) и «De justis belli causis contra indios suscepti» (Рим, 1550), имеющих значение в истории развития науки международного права, автор расходится во взглядах с известным защитником интересов краснокожего населения Америки Лас-Казасом, с которым должен был вести полемику, получившую название Вальядолидская хунта.
Собрание сочинений вышло в Мадриде в 1780 году. См. Fidel Fita, «Disquisiciones americanas: Juan Ginés de Sepulveda» («Boletin de la Real Academia de la Historia», Мадрид, т. XXI); Crist. Perez Pastor, «Cronistas del Emperador Carlos V» (ib., т. XXII); Fabié, «Fray Bartolomé de las Casas» (Мадрид, 1879).

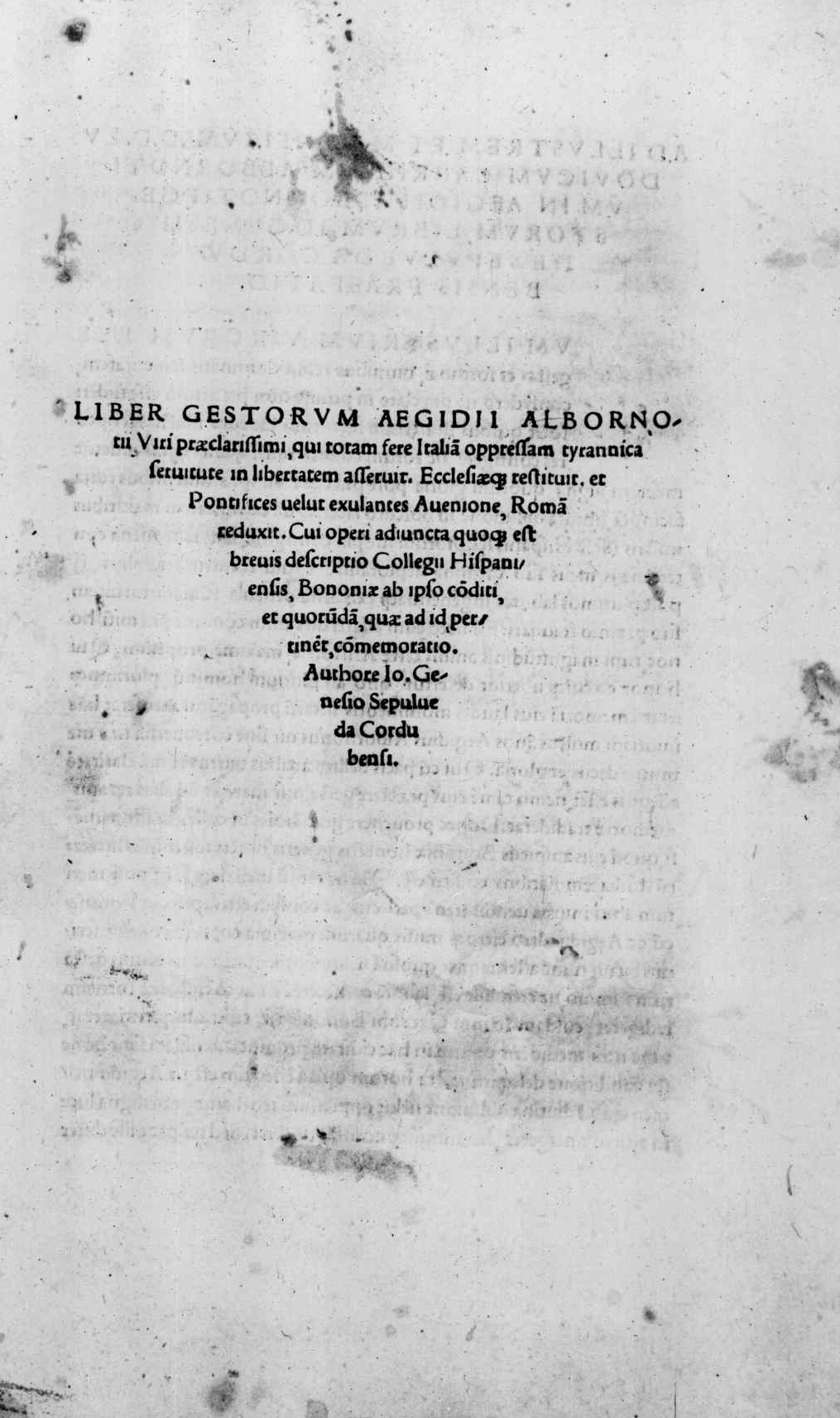
Liber gestorum Aegidii Albornotii, 1521